# 陳嗣雪
陳嗣雪（1924年—2014年9月29日）原名雅範，中華民國臺灣著名工艺美术大师、画家。籍貫浙江寧波餘姚，是亂針繡（又名飛針繡）第二代傳人。

## 生平
父親陳之佛，为中國近代工筆花鳥畫家與藝術教育家，於中央大學藝術系任教達四十年。陳嗣雪
曾入讀四川正則繪繡專科學校，並與亂針繡創立人楊守玉女士學習。国立中央大学藝術系畢業，先後受教於陳之佛、徐悲鴻、豐子愷、傅抱石、黃君璧、謝稚柳等名師，主修國畫。
之後移居臺灣。在臺灣時她把「亂針繡」發揚光大，發明「虛實法」、「繞絲法」、「舖棉法」等方法，曾榮獲金爵獎章與文建會榮譽獎章，多次用繪繡為臺灣和名人創作肖像。
2009年5月，國立中央大學舉行一個以她作品為題「針情畫意—陳嗣雪個展」的展覽，展覽除了聞名之飛針繡作品外，第一次展出其國畫創作，展覽舉行至6月7日。

## 師承
- 陳之佛（1896-1962）
- 黃君璧
- 傅抱石
- 謝稚柳
- 楊守玉(1895-1981)：中國亂針繡創始人

## 家族
- 父親：陳之佛（1896-1962）
- 母親：胡筠華
- 夫：蔡宏通
- 長女：蔡文怡
- 次女：蔡文恂(1958-2016)第三代亂針繡嫡傳人